# Baillé
Baillé foi uma comuna francesa na região administrativa da Bretanha, no departamento Ille-et-Vilaine. Estendia-se por uma área de 5,28 km². Em 2010 a comuna tinha 312 habitantes (densidade: 59,1 hab./km²).
Em 1 de janeiro de 2019, passou a formar parte da comuna de Saint-Marc-le-Blanc.